# Ajeé Wilson
Ajeé Wilson (* 8. Mai 1994 in Neptune City (New Jersey)) ist eine US-amerikanische Mittelstreckenläuferin, die sich auf die 800-Meter-Distanz spezialisiert hat.

## Berufsweg
Wilson schloss 2012 die Neptune Academy of Allied Health & Science (AAHS) in Neptune City (New Jersey) ab und 2016 ihr Studium der Bewegungswissenschaft (Kinesiologie) an der Temple University in Philadelphia.

## Sportliche Laufbahn
2011 siegte Ajeé Wilson bei den Jugendweltmeisterschaften in Lille und 2012 bei den Juniorenweltmeisterschaften in Barcelona.
Bei den Weltmeisterschaften 2013 in Moskau wurde sie Sechste.
2014 schied Wilson bei den Hallenweltmeisterschaften in Sopot im Vorlauf aus. Bei den IAAF World Relays in Nassau siegte sie mit Chanelle Price, Geene Lara und Brenda Martinez in der 4-mal-800-Meter-Staffel, und beim Continentalcup in Marrakesch wurde sie Zweite.
Bei den IAAF World Relays 2015 in Nassau übernahm Wilson in der Medley-Staffel die 800-Meter-Teilstrecke. Zusammen mit Treniere Moser (1200 m), Sanya Richards-Ross (400 m) und Shannon Rowbury (1600 m) stellte sie mit 10:36,50 min den aktuellen Weltrekord auf.
2014 wurde sie US-Meisterin, 2013 und 2014 US-Hallenmeisterin.
2016 erreichte Wilson bei den Olympischen Spielen in Rio de Janeiro mit persönlicher Bestleistung das Halbfinale und belegte damit den 12. Platz. In Portland (Oregon) wurde sie Hallenvizeweltmeisterin.
2017 stellte sie nach der Aberkennung ihres nationalen Hallenrekordes vom 11. Februar bei den Millrose Games in New York im Freien beim Diamond League Meeting am 21. Juli in Monaco mit 1:55,61 min einen neuen Landesrekord auf und rangierte zu diesem Zeitpunkt auf Platz 20 der ewigen Bestenliste.
2018 konnte Wilson in Birmingham (Großbritannien) erneut Hallenvizeweltmeisterin werden.
Bei den Weltmeisterschaften 2019 gewann sie Bronze.
Bei den Hallenweltmeisterschaften 2022 in Belgrad lief Wilson mit 1:59,09 min zur Goldmedaille. Damit holte Wilson bei den letzten 5 Weltmeisterschaften (Freiluft + Halle) immer eine Medaille über die 800 Meter.

## Doping
2017 wurde Wilson positiv auf das Wachstumshormon Zeranol getestet, woraufhin ihr der US-Hallenrekord bei den Millrose Games in New York vom 11. Februar über 800 Meter sowie alle Medaillen für diesen Tag aberkannt wurden, sie erhielt aber keine Sperre über diesen Tag hinaus.

## Persönliche Bestzeiten
Stand: 3. September 2018
- 800 m: 1:55,61 min, 21. Juli 2017, Monaco NR
  - Halle: 1:58,99 min, 4. März 2018, Birmingham
- 1000 m: 2:44,05 min, 6. September 2013, Brüssel
  - Halle: 2:42,71 min, 3. Dezember 2016, Haverford
- 1500 m: 4:05,18 min, 14. Mai 2018, Swarthmore